# Schlacht bei Friedland
Schleiz – Saalfeld – Jena und Auerstedt – Lübeck – Großpolen – Czarnowo – Golymin – Pułtusk – Dirschau –  Allenstein – Preußisch Eylau – Ostrolenka – Stolp – Danzig – Kolberg – Guttstadt – Heilsberg – Friedland

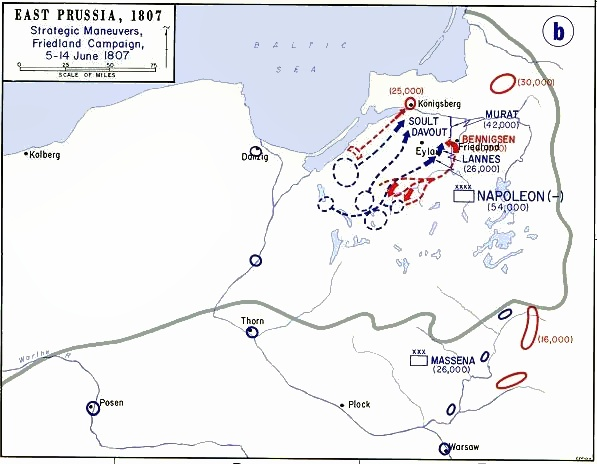
Militärische Operationen im Mai/Juni 1807, Grenzverlauf vom Juli 1807 nach dem Frieden von Tilsit

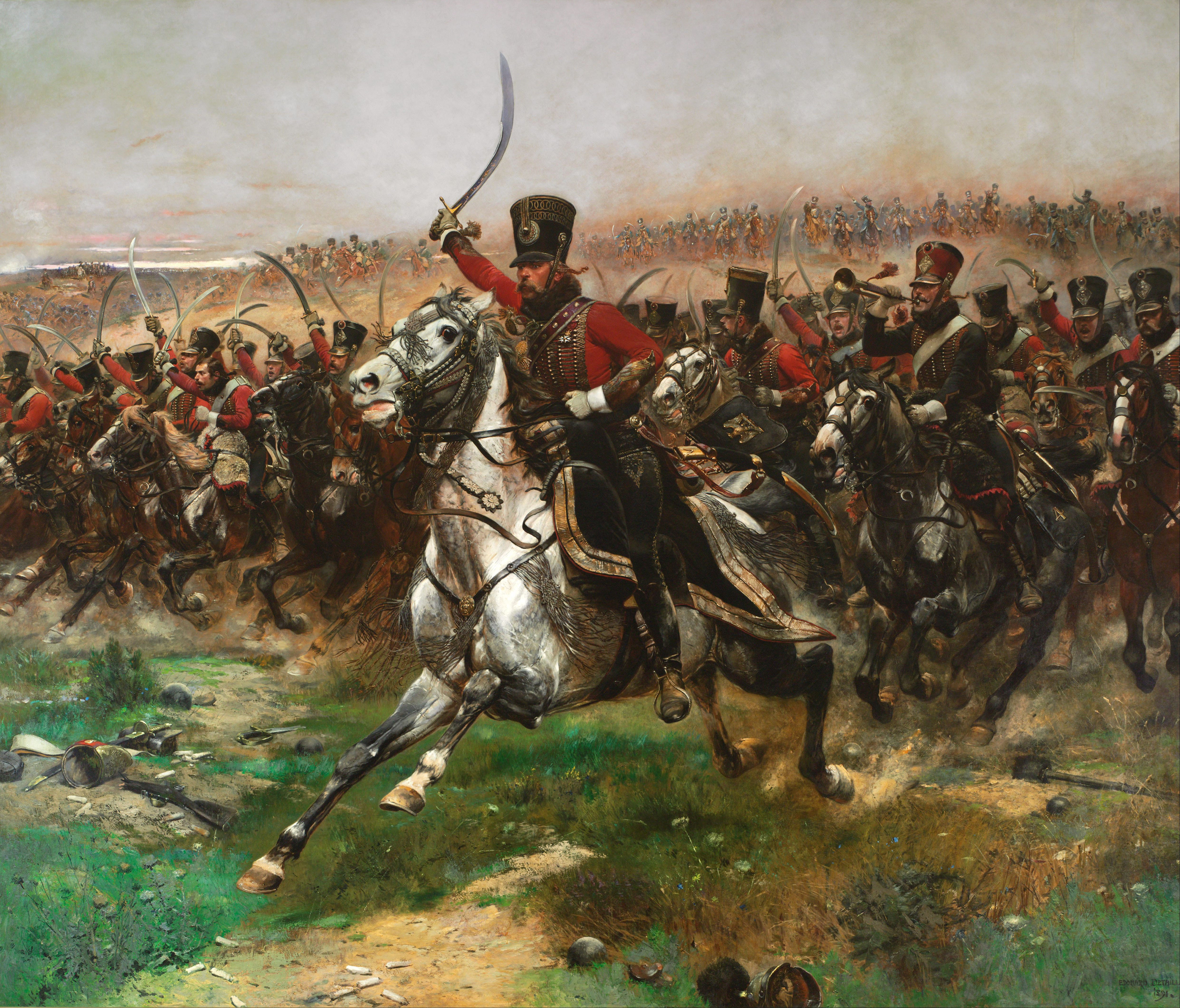
Attacke des 4. Husarenregiments in der Schlacht bei Friedland

In der Schlacht bei Friedland (Friedland in Ostpreußen) am 14. Juni 1807 schlug eine 80.000 Mann starke französische Armee unter Kaiser Napoleon Bonaparte ein 60.000 Mann starkes russisch-preußisches Heer unter dem russischen General Levin August von Bennigsen. Es war die letzte Schlacht im Vierten Koalitionskrieg.

## Vorgeschichte
Am 7. und 8. Februar 1807 hatten in der Schlacht bei Preußisch Eylau russisch-preußische Truppen unter Bennigsen den Vormarsch Napoleons in Ostpreußen zum Stehen gebracht. Ohne diesen Erfolg auszunutzen, verschanzten sich die russischen Truppen für den Winter bei Heilsberg. Napoleon konnte mit der Belagerung der preußischen Festung Danzig beginnen, die am 25. Mai 1807 kapitulierte. Mit vereinten Truppen und gesichertem Hinterland stand Napoleon im westlichen Ostpreußen. Erst dann wurde General Bennigsen aktiv, konnte aber Napoleon nicht zur Schlacht zwingen und zog sich wiederum nach Heilsberg zurück, um überraschenderweise anzugreifen, ohne Verstärkung abgewartet zu haben.

## Schlachtverlauf
Bennigsen besetzte am Abend des 13. Juni Friedland, um einen Brückenkopf am westlichen Ufer der Alle zu bilden. Im südlich davon angrenzenden Wald bei Sortlack traf man auf dort postierte französische Truppen unter Lannes und Mortier. Denen gelang es unter großen Mühen, Bennigsens Vorhut lange genug aufzuhalten, bis am folgenden Tag die französischen Hauptkräfte eingreifen konnten.
Am 14. Juni früh standen die Truppen der Marschälle Lannes und Mortier zuerst im Kampf. Das sich als rechter Flügel etablierte Korps Mortier (Franzosen und Polen) rückte von Heinrichsdorf vor und trieb die in Schwonau eingedrungenen Kosaken wieder aus dem Dorf hinaus. Um 9 Uhr morgens standen den 17.000 Franzosen bereits 46.000 Russen gegenüber. Die Franzosen wurden durch die Dragoner-Division des Generals Grouchy und durch die Kürassiers des Generals Nansouty unterstützt.
Inzwischen hatte Bennigsen seine Armee am westlichen Alle-Ufer in Schlachtordnung formiert. Die russische Armee hatte sich in einem Halbkreis auf 6 Kilometer Breite auf beiden Seiten der Alle etabliert, welcher die Stadt Friedland von Karschau, Henrichsdorf bis zum Wald von Sortlack einschloss. Die russischen Stellungen am westlichen Ufer wurden durch den Mühlenflies-Bach geteilt. Die linke Flanke der russischen Truppen wurde von General Bagration kommandiert und der rechte Flügel mit der 3., 4., 6. und 7. Infanterie-Division vom Fürsten A. I. Gortschakow. Die Kavallerie des rechten russischen Flügels kommandierten die Generalleutnants Uwarow und Fürst Golitzyn; die Reiterei des linken Flügels führte General Kologrivow. Die Garde und 20.000 Mann mit schwerer Artillerie und etwa 20 Schwadronen blieben am rechten Ufer des Flusses bei Allenau zunächst in Reserve.
Als Kaiser Napoleon um 12 Uhr zusammen mit seinen Generalstab ankam, übernahm er das Kommando von Lannes. Napoleon beschloss weitere Kräfte abzuwarten, um sich auf etwa 80 000 Soldaten zu verstärken. Er führte die Schlacht persönlich von einer Holzplattform aus, die im Park des Anwesens von Posthenen errichtet worden war. Um 17 Uhr befanden sich alle Korps der französischen Armee an ihrem angewiesenen Platz. Am rechten Flügel stand der Marschall Ney, im Mittelpunkt der Marschall Lannes, am linken Flügel der Marschall Mortier, in der Reserve das 1. Korps des Generals Victor und die Garde. Der linke Flügel wurde von der Kavallerie unter dem Kommando des Generals Grouchy unterstützt. Die Dragonerdivision des Generals Latour-Maubourg stand als Reserve hinter dem rechten Flügel. Die Dragoner-Division des Generals La Houssaye und die Kürassiere bildeten für das Zentrum die Reserve.
Russische Offiziere, die am Glockenturm des Domes von Friedland Erkundungen aufnahmen, informierten Bennigsen über die Annäherung starker französischer Kolonnen aus dem Westen. Erst jetzt wurde Bennigsen seine äußerst gefährliche isolierte Position am westlichen Alle-Ufer bewusst und er gab Befehl, die gesamte Armee in Ordnung zurückzuziehen.
Um 17:30 Uhr begann Marschall Ney aus dem nördlichen Rand des Waldes von Sortlack damit, das russische Korps unter Fürst Bagration anzugreifen und ihn auf die Landzunge der Alle zurückzudrängen. Ney hatte vom Kaiser die Anweisung, ungehindert seiner Flanken den Hauptstoß mutig auf Friedland zu führen und die dortige Brücke zu erobern. Rechts stieß die Division unter General Marchand vor, links zog die Division Bisson die russische Hauptmacht auf sich. Die Russen zogen sich zurück, und Marchand schwenkte seine Truppen leicht nach rechts, um die dortigen Russen in den Fluss Alle zu treiben. Eine Gegenattacke russischer Kavallerie in die Lücke zwischen den Divisionen Marchand und Bisson wurde von der Dragoner-Division des Generals Latour-Maubourg zurückgewiesen.
Nach dem Eingreifen starker russischer Reserven begann der französische Angriff zu stocken. Napoleon warf darauf zur Unterstützung von Ney das 1. Korps von General Victor in den Kampf, dessen Vorhut mit der Division General Dupont mit Unterstützung der Kavallerie von Latour-Maubourg die russischen Kolonnen zurückdrängen konnte. General Victor gelang es, seine Artillerie unter General Sénarmont so günstig zu positionieren, sodass die in der Flussbiegung zusammengedrängten russischen Truppen auf kurzer Distanz furchtbare Verluste erlitten und der gesamte linke Flügel Bennigsens in Unordnung geriet. Bald war es den Franzosen möglich, die russischen Truppen nach heftigem Widerstand über den Fluss zurückzuwerfen. Durch den einzigen Übergang über die Alle behindert, kam es zu großen Verlusten auf russischer Seite, zumal sich der rechte noch nicht im Nahkampf stehende Flügel unter Gortschakow noch auf dem gegenüberliegenden Ufer befand, als die Brücke von den eigenen Truppen gesprengt wurde. Die russische Armee konnte sich nur unter enormen Verlusten (20.000 Mann) über den Fluss zurückziehen. Nach wechselvollen Nahkämpfen vor und in Friedland erkämpfte sich zuletzt um 21 Uhr abends die russische 7. Division unter General Dochturow den Rückzug über den Fluss. Die französischen Truppen hatten Verluste von ca. 8.000 Mann.

## Ergebnisse
Die Niederlage veranlasste Russland zum Bruch des mit Preußen im April unter dem Eindruck des Erfolgs der Schlacht bei Preußisch Eylau geschlossenen Bartensteiner Vertrags. Preußen war gezwungen, den Frieden von Tilsit zu unterzeichnen. Damit war es nicht länger eine europäische Großmacht. Napoleon gelang es, Russland (unter Zar Alexander I.) als Verbündeten im Krieg mit Großbritannien zu gewinnen. Aus den Gebieten, die Preußen bei den Teilungen Polens 1793 und 1795 hinzugewonnen hatte, schuf Napoleon das Herzogtum Warschau als Vasallenstaat Frankreichs.

## Sonstiges
Zur Erinnerung an den Sieg erhielt 1864 in Paris eine auf den Arc de Triomphe de l’Étoile zulaufende Straße den Namen Avenue de Friedland.